# 赫魯茲卡河 (卡利米烏斯河支流)
赫魯茲卡河（羅馬化：Hruzka）是流經烏克蘭東部頓涅茨克州的河流，屬於卡利米烏斯河的左支流，河道全長47公里，流域面積517平方公里，發源自马基伊夫卡附近。